# Provinz Moho
Die Provinz Moho gehört zur Verwaltungsregion Puno und liegt im Süden von Peru. Sie besitzt eine Fläche von 1005 km². Bei der Volkszählung 2017 wurden in der Provinz 19.753 Einwohner gezählt. Im Jahr 1993 lag die Einwohnerzahl bei 33.320, im Jahr 2007 bei 27.819. Verwaltungssitz ist Moho.

## Geographische Lage
Die Provinz Moho liegt am Nordostufer des Titicacasees. Sie grenzt im Westen und Norden an die Provinz Huancané sowie im Osten an Bolivien. 

## Verwaltungsgliederung
Die Provinz Moho besteht aus den folgenden vier Distrikten. Der Distrikt Moho ist Sitz der Provinzverwaltung.
| Distrikt   | Verwaltungssitz |
| ---------- | --------------- |
| Conima     | Conima          |
| Huayrapata | Huayrapata      |
| Moho       | Moho            |
| Tilali     | Tilali          |